# Meleoma pipai
Meleoma pipai is een insect uit de familie van de gaasvliegen (Chrysopidae), die tot de orde netvleugeligen (Neuroptera) behoort. 
Meleoma pipai is voor het eerst wetenschappelijk beschreven door Tauber in 1969.